# Goniobranchus aureomarginatus
Goniobranchus aureomarginatus (Cheeseman, 1881) è un mollusco nudibranchio della famiglia Chromodorididae.